# نووایشیم
نووایشیم (قزاقی: Новоишим) یک شهرک در استان قزاقستان شمالی کشور قزاقستان است.